# Девочка и крокодил
Девочка и крокодил — советский чёрно-белый фильм, поставленный на киностудии «Ленфильм» в 1956 году режиссёрами Иосифом Гиндиным и Исааком Менакером по сценарию Нины Гернет и Григория Ягдфельда, на основе которого они спустя год выпустили повесть «Катя и Крокодил», также экранизированную в 1966 году в Чехословакии. Основная часть съёмок прошла в Одессе.
Премьера фильма в СССР состоялась 27 марта 1957 года.

## Сюжет
Девочка Катя случайно знакомится на улице с мальчиком Митей, который сидит в окружении двух клеток и двух коробок. В клетках сидят кролики и скворец, а в коробках — черепаха и самый настоящий крокодил. Митя рассказывает Кате свою печальную историю: его отец, моряк дальнего плавания, привёз из рейса в Африку яйцо, из которого потом вылупился крокодильчик. Сначала мать Мити млеет от него, но крокодильчик постепенно растёт и начинает нравиться ей всё меньше и меньше. Совсем плохо становится тогда, когда Митя читает «Жизнь животных» Альфреда Брема и неосторожно сообщает матери, что их крокодил является исполинским мадагаскарским из рода нильских крокодилов. Мать тогда сама читает Брема и с ужасом понимает, что во-первых, велика угроза того, что когда-нибудь крокодил их съест, а во-вторых, он рискует вырасти до 10 метров в длину и попросту не поместится в их квартире. Окончательного апогея ситуация достигает, когда в школе Мити на летние каникулы закрывается на ремонт живой уголок и Митя берёт на дом двух кроликов, черепаху и скворца. Мать выдвигает ультиматум: она согласна терпеть животных до осени, если вместе с ними Митя отдаст в живой уголок и крокодила. Всё идёт нормально, но однажды, когда семья завтракает, крокодил срывает со стола скатерть, после чего Мите приходится унести животных на улицу. 
Теперь он в раздумьях: ему нужно куда-то на время пристроить животных, чтобы он смог съездить за город к приятелю, который сможет их держать у себя до конца лета. Катя тут же предлагает ему подержать их у неё.

## В ролях
- Елена Грановская — бабушка Кати
- Евгений Тетерин — папа Кати
- Наташа Полинковская — Катя
- Наташа Забавная — Милка, сестричка Кати
- Зоя Фёдорова — Надежда Федотовна
- Светлана Мазовецкая — нянька с младенцем
- Людмила Макарова — мать Мити
- Лёня Львов — Митя
- Ричард Лойко — мальчик с макаронами

## В эпизодах
- Татьяна Сукова — бабушка Мити
- Юрий Бубликов — Медведкин-старший
- Валентина Романова — Медведкина
- Пётр Репнин — дворник (в титрах указан как — В. Репнин)
- Николай Янет — приёмщик в ломбарде
- Ольга Аверичева — бабушка (в титрах не указана)
- Елизавета Уварова — уборщица в магазине (в титрах не указана)
- В фильме снимались ленинградские школьники:
  - Светлана Вайнтриб — Лиля
  - Валя Захарова — Шура
  - Ира Погодина — Таня
  - Нина Стрункина
  - Миша Кастальский — Гена
  - Юра Лебедев
  - Андрей Павлов
  - Витя Светлов

## Съёмочная группа
- Авторы сценария — Нина Гернет, Григорий Ягдфельд
- Режиссёры-постановщики — Иосиф Гиндин, Исаак Менакер
- Оператор — Константин Соболь
- Художник — Алексей Рудяков
- Режиссёр — М. Шейнин
- Композитор — Галина Уствольская
- Звукооператор — Ирина Черняховская
- Оркестр Ленинградской государственной филармонии
  - Дирижёр — Карл Элиасберг
- Директор картины — М. Зиновьев